# キラ☆スマなっちゃん
『キラ☆スマなっちゃん』（きらすまなっちゃん）は、ノーマンスリーが制作し、エンタちゃん放送局で配信される番組である。かつてはつくばテレビが制作、エンタ!959で放送するテレビバラエティ番組であった。

## 番組概要
2022年12月24日にYouTubeで『東條なつクリスマススペシャル』が配信。番組内でスカパー!エンタ!959にて『キラ☆スマなっちゃん』の番組開始が告知された。
2023年1月17日より放送開始。YouTube版の一部と未公開分を加えた30分番組として制作。
アイドルに負けないスマイル持つといわれ、グラビアアイドル撮影会にも参加したことのある東條なつが、ライブアイドルとしてCD発売できるようになることを目指すリアリティー＆バラエティー番組。
2023年8月19日に初のBlu-rayディスクソフトが発売。
2024年1月、制作会社であるノーマンスリーがエンタ!959での番組制作終了をアナウンスしたことから、テレビ番組としては終了。番組は制作会社・ノーマンスリーが立ち上げたDMMオンラインサロン「エンタちゃん放送局」のコンテンツとして制作、配信されることが発表された。

## 出演者
- 東條なつ

## 放送・配信リスト
| 放送回 | 公開収録、配信日 | 初回放送日     | おもな企画                                                    | ゲスト       | 備考                   |
| ------ | ---------------- | -------------- | ------------------------------------------------------------- | ------------ | ---------------------- |
| #1     | 2022年 12月24日  | 2023年 1月17日 | キラキラスマイル・なっちゃん公開放送。                        |              | Blu-ray Disc Vol.1収録 |
| #2     | 2023年 4月2日    | 4月16日        | キラキラなアイドルになれるようDMMチームラボを体験する。       |              | Blu-ray Disc Vol.1収録 |
| #3     | 4月28日          | 5月17日        | キックボクシング体験。                                        |              | Blu-ray Disc Vol.1収録 |
| #4     | 5月24日          | 7月16日        | 手作りクッキー編。                                            |              | Blu-ray Disc Vol.1収録 |
| #5     | 7月1日           | 8月16日        | ハーバリウム製作体験。                                        |              | Blu-ray Disc Vol.2収録 |
| #6     | 8月19日          | 9月            | 夏だ浴衣だ東條なつだ!なっちゃんお誕生日編。                   |              |                        |
|        | 2024年4月26日    |                | 「キラ☆スマラジオ」映像版。セカンドシーズンに突入編。         |              |                        |
| #7     |                  | 2024年 5月24日 | 5月6日先行配信。ウルくんお散歩、ご飯作り編。                  | ウル         | Blu-ray Disc Vol.2収録 |
| #8     |                  | 6月28日        | ロケ企画。タップダンスチャレンジ編。                          |              | Blu-ray Disc Vol.2収録 |
| #9     | 7月21日          | 7月            | ボイストレーニング編。                                        |              | Blu-ray Disc Vol.2収録 |
| #10    |                  | 8月9日         | 東條なつのキラ☆スマラジ？オ、なっちゃんがコンカフェオープン？ |              |                        |
| #11    | 8月18日          |                | 千葉県佐倉市の「風車のひまわりガーデン」                      |              | Blu-ray Disc Vol.2収録 |
| #12    | 10月20日         |                | 東武ワールドスクウェアでワールドツアー。                      | 有加里ののか |                        |
| #13    | 2025年 1月26日   | 2025年 2月28日 | 柴崎はると江の島デート                                        | 柴崎はる     |                        |
| #14    |                  | 3月28日        | 江の島デート後編、丸焼きたこせんべい手作り体験など            | 柴崎はる     |                        |
| #15    | 4月29日          | 5月16日        | 韓国制服を着て新大久保街ブラ企画・前編                        |              |                        |
| #16    |                  | 6月20日        | 新大久保街ブラ企画・後編、皆中稲荷神社で開運祈願!             |              |                        |
|        |                  |                | 春の東京ドイツ村編                                            |              |                        |
|        | 8月23日          |                | 夏の肝試し＆運試し                                            | 吉沢梨亜     |                        |

## アイドル活動ギャラリー

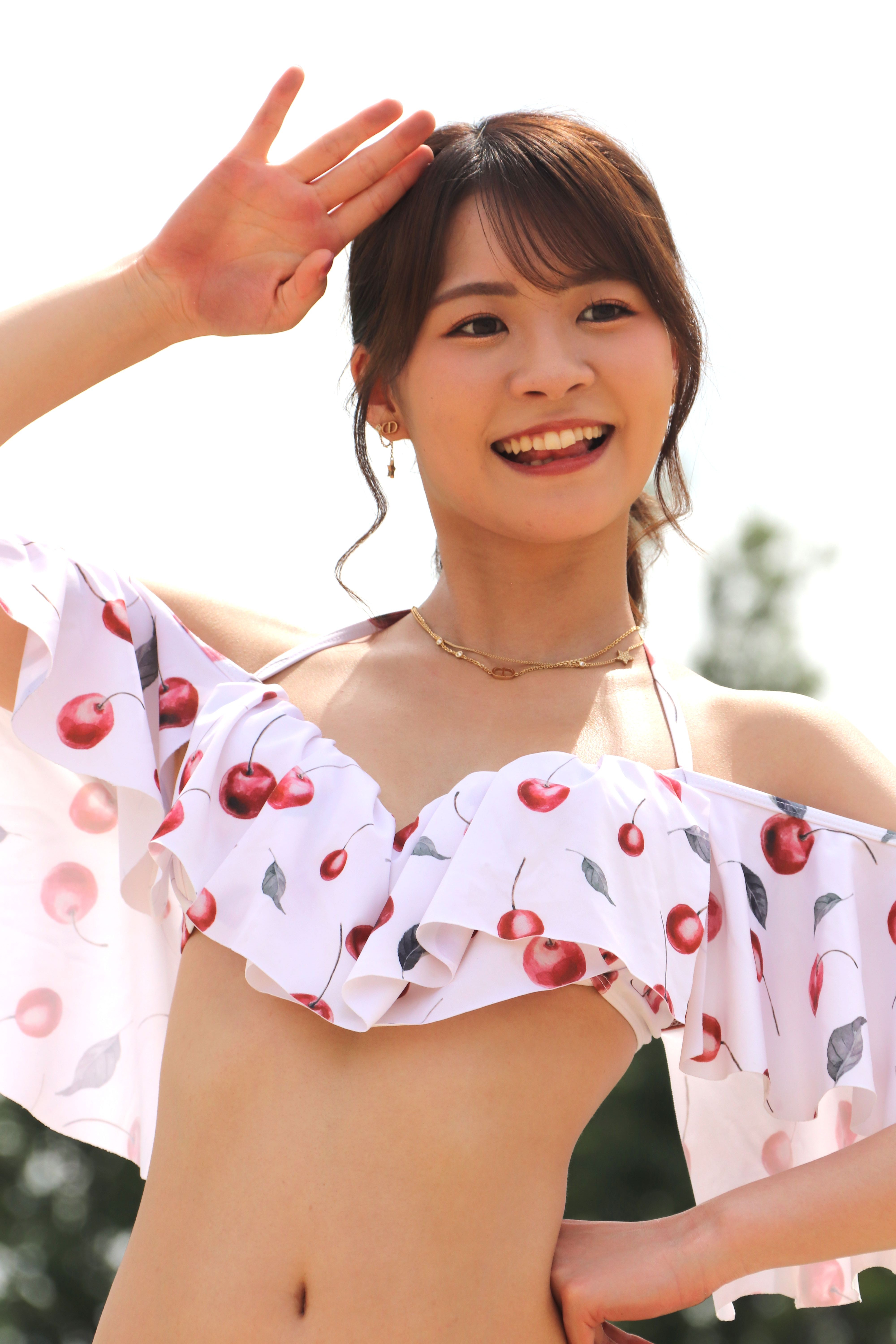
2022年
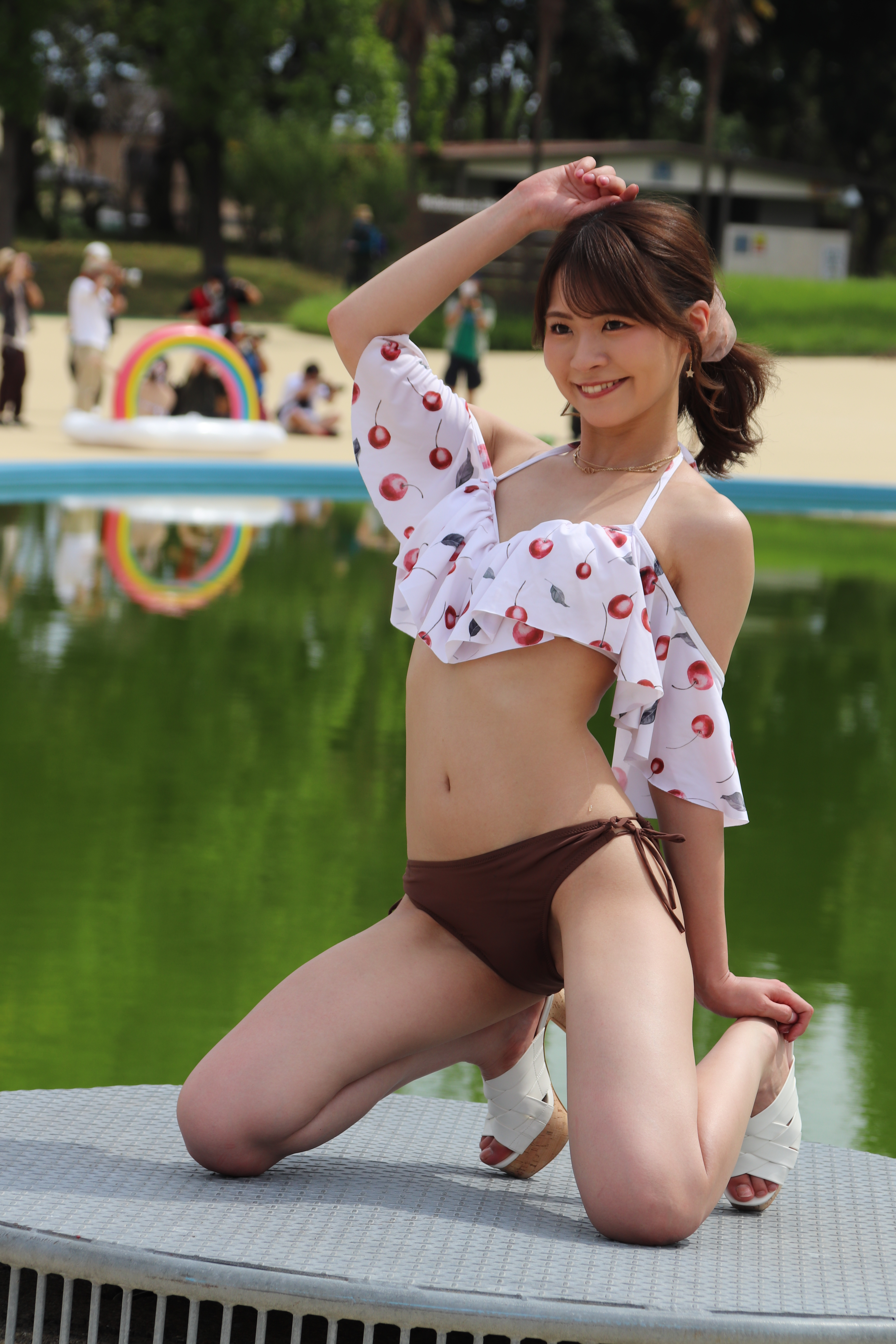
2022年
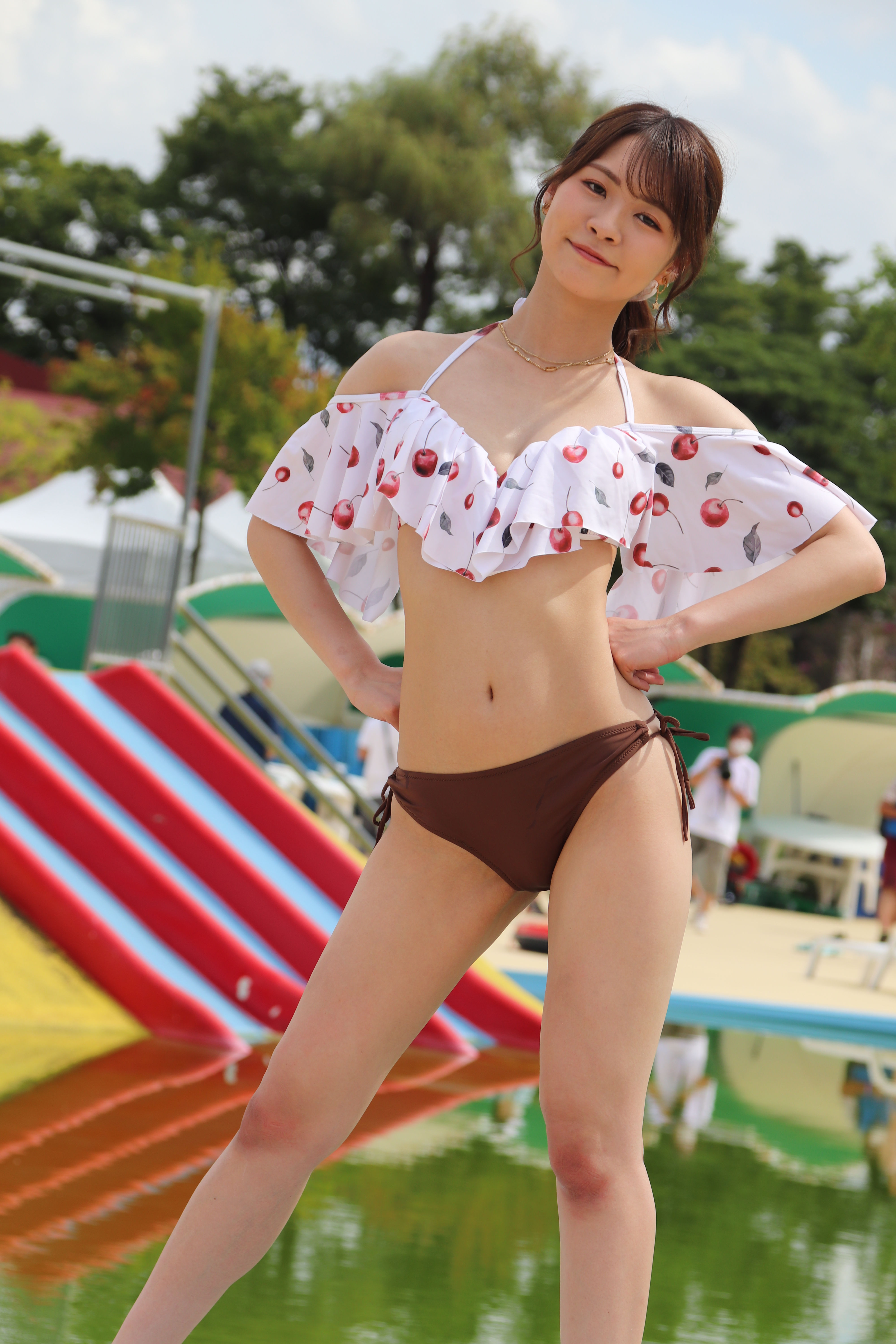
2022年
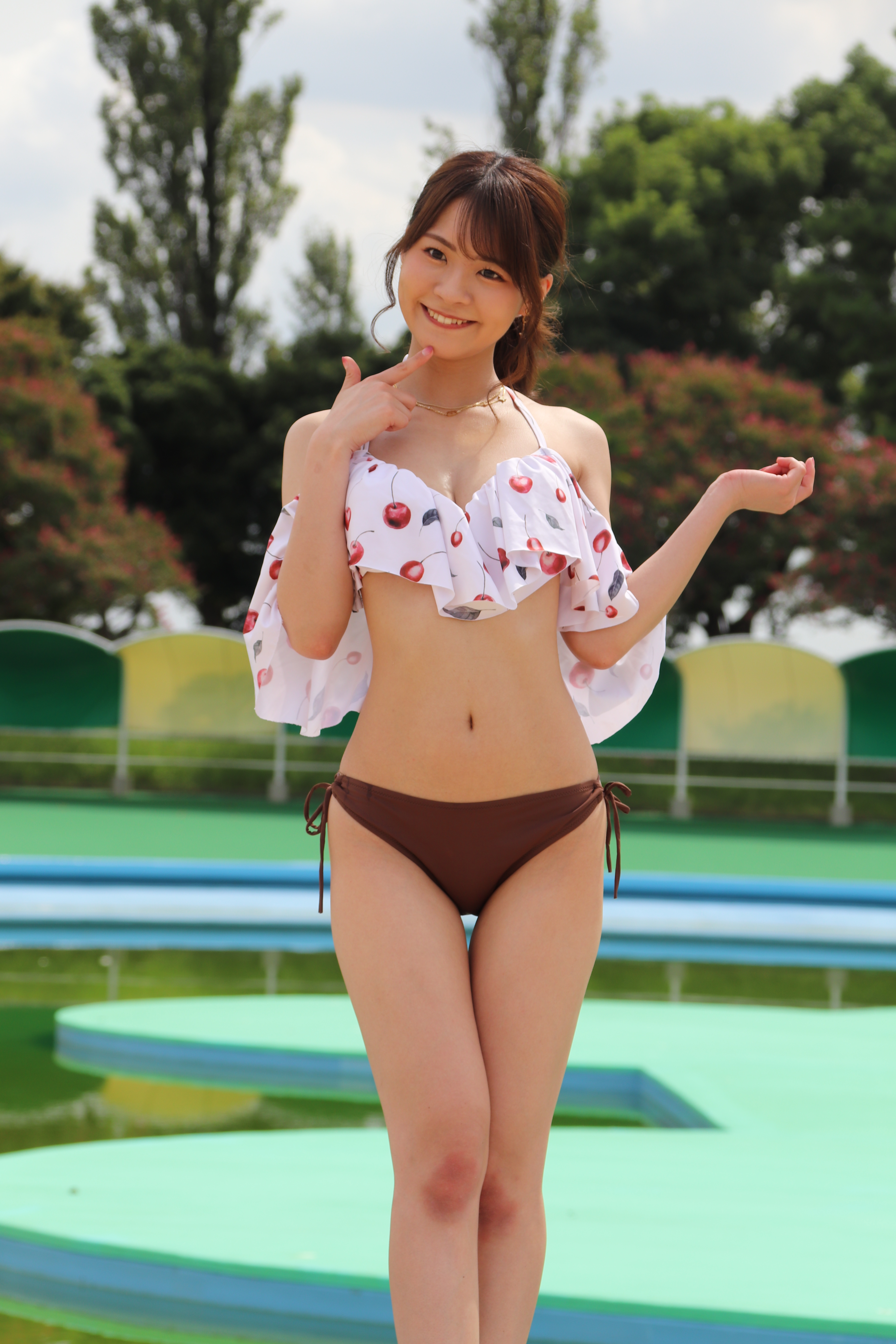
2022年